# Вольная борьба на летних Олимпийских играх 1964 — до 70 кг
Соревнования по вольной борьбе в рамках Олимпийских игр 1964 года в лёгком весе (до 70 килограммов) прошли в Токио с 11 по 14 октября 1964 года в «Komazawa Gymnasium».
Турнир проводился по системе с начислением штрафных баллов. За чистую победу штрафные баллы не начислялись, за победу по очкам борец получал один штрафной балл, за ничью два штрафных балла, за поражение по очкам три штрафных балла, за чистое поражение — четыре штрафных балла. Борец, набравший шесть штрафных баллов, из турнира выбывал. Трое оставшихся борцов выходили в финал, где проводили встречи между собой. Встречи между финалистами, состоявшиеся в предварительных схватках, шли в зачёт. Схватка по регламенту турнира продолжалась 10 минут с перерывом в одну минуту после пяти минут борьбы. Была отменена обязательная борьба в партере; теперь в партер ставили менее активного борца.
В лёгком весе боролись 22 участника. Самым молодым участником был 16-летний Карлос Альберто Варио, самым возрастным 31-летний Стефанос Иоаннидис. Явного фаворита в категории не было, но конкуренция была очень высока, на победу претендовали несколько борцов: бронзовый призёр Олимпийских игр 1960 года, чемпион мира 1962 года Енё Вылчев, действующий чемпион мира 1963 года Ивао Хориути, действующий вице-чемпион мира Зарбег Бериашвили. Кроме них в категории боролись два будущих олимпийских чемпиона: Махмут Аталай и Абдулла Мовахед; последний начиная с 1965 года подряд победил на пяти чемпионатах мира. И турнир сложился таким образом, что почти все претенденты на награды встречались друг с другом и обрастали штрафными баллами. В конечном итоге, к финалу осталось только два борца, которые имели право участия в турнире: Вылчев, который благодаря своим трём чистым победам смог перенести поражение от Бериашвили, и менее известный немецкий борец Клаус Рост, пропустивший по жребию во многом решающий пятый круг. Бронзовый призёр определился в пятом круге, им стал выбывший Хориути, получивший награду по результату личной встречи с Аталаем. В финале Вылчев победил Роста и стал олимпийским чемпионом.

## Призовые места
- Енё Вылчев (BUL)
- Клаус Рост (EUA)
- Ивао Хориути (JPN)

## Первый круг
| Штрафных баллов | Участник 1            | Результат   | Участник 2                      | Штрафных баллов |
| --------------- | --------------------- | ----------- | ------------------------------- | --------------- |
| 1               | Махмут Аталай (TUR)   | По очкам    | Зарбег Бериашвили (URS)         | 3               |
| 1               | Мухаммад Башир (PAK)  | По очкам    | Стефанос Иоаннидис (GRE)        | 3               |
| 1               | Удей Чанд (IND)       | По очкам    | Арто Саволайнен (FIN)           | 3               |
| 0               | Енё Вылчев (BUL)      | Туше (0:48) | Там Кук Чинь (MAS)              | 4               |
| 1               | Грегори Рут (USA)     | По очкам    | Матти Пойкала (SWE)             | 3               |
| 1               | Ивао Хориути (JPN)    | По очкам    | Данзандаржаагийн Сэрээтэр (MGL) | 3               |
| 0               | Сидни Марч (AUS)      | Туше (4:06) | Алехандро Эчанис (MEX)          | 4               |
| 1               | Абдулла Мовахед (IRI) | По очкам    | Кенни Стивенсон (GBR)           | 3               |
| 1               | Клаус Рост (EUA)      | По очкам    | Роджер Донер (CAN)              | 3               |
| 1               | Чон Дон Гу (KOR)      | По очкам    | Тони Грейг (NZL)                | 3               |
| 1               | Джан Ака Джан (AFG)   | По очкам    | Карлос Альберто Варио (ARG)     | 3               |

## Второй круг
| Штрафных баллов | Участник 1                  | Результат   | Участник 2                      | Штрафных баллов |
| --------------- | --------------------------- | ----------- | ------------------------------- | --------------- |
| 2               | Махмут Аталай (TUR)         | По очкам    | Стефанос Иоаннидис (GRE)        | 6               |
| 4               | Зарбег Бериашвили (URS)     | По очкам    | Мухаммад Башир (PAK)            | 4               |
| 0               | Енё Вылчев (BUL)            | Туше (4:09) | Удей Чанд (IND)                 | 5               |
| 3               | Арто Саволайнен (FIN)       | Туше (2:22) | Там Кук Чинь (MAS)              | 8               |
| 2               | Ивао Хориути (JPN)          | По очкам    | Матти Пойкала (SWE)             | 6               |
| 2               | Грегори Рут (USA)           | По очкам    | Данзандаржаагийн Сэрээтэр (MGL) | 6               |
| 4               | Кенни Стивенсон (GBR)       | По очкам    | Алехандро Эчанис (MEX)          | 7               |
| 2               | Абдулла Мовахед (IRI)       | По очкам    | Сидни Марч (AUS)                | 3               |
| 1               | Клаус Рост (EUA)            | Туше (6:39) | Тони Грейг (NZL)                | 7               |
| 2               | Чон Дон Гу (KOR)            | По очкам    | Джан Ака Джан (AFG)             | 4               |
| 4               | Карлос Альберто Варио (ARG) | По очкам    | Роджер Донер (CAN)              | 6               |

## Третий круг
| Штрафных баллов | Участник 1                  | Результат   | Участник 2            | Штрафных баллов |
| --------------- | --------------------------- | ----------- | --------------------- | --------------- |
| 2               | Махмут Аталай (TUR)         | Туше (8:30) | Мухаммад Башир (PAK)  | 8               |
| 5               | Зарбег Бериашвили (URS)     | По очкам    | Удей Чанд (IND)       | 8               |
| 0               | Енё Вылчев (BUL)            | Туше (5:07) | Арто Саволайнен (FIN) | 7               |
| 3               | Ивао Хориути (JPN)          | По очкам    | Грегори Рут (USA)     | 5               |
| 4               | Сидни Марч (AUS)            | По очкам    | Кенни Стивенсон (GBR) | 7               |
| 3               | Абдулла Мовахед (IRI)       | По очкам    | Чон Дон Гу (KOR)      | 5               |
| 2               | Клаус Рост (EUA)            | По очкам    | Джан Ака Джан (AFG)   | 7               |
| 4               | Карлос Альберто Варио (ARG) | Пропускал   |                       |                 |

## Четвёртый круг
| Штрафных баллов | Участник 1              | Результат | Участник 2                  | Штрафных баллов |
| --------------- | ----------------------- | --------- | --------------------------- | --------------- |
| 3               | Махмут Аталай (TUR)     | По очкам  | Карлос Альберто Варио (ARG) | 7               |
| 6               | Зарбег Бериашвили (URS) | По очкам  | Енё Вылчев (BUL)            | 3               |
| 6               | Грегори Рут (USA)       | По очкам  | Сидни Марч (AUS)            | 7               |
| 5               | Ивао Хориути (JPN)      | Ничья     | Абдулла Мовахед (IRI)       | 5               |
| 6               | Чон Дон Гу (KOR)        | По очкам  | Клаус Рост (EUA)            | 5               |

## Пятый круг
| Штрафных баллов | Участник 1            | Результат | Участник 2          | Штрафных баллов |
| --------------- | --------------------- | --------- | ------------------- | --------------- |
| 6               | Ивао Хориути (JPN)    | По очкам  | Махмут Аталай (TUR) | 6               |
| 7               | Абдулла Мовахед (IRI) | Ничья     | Енё Вылчев (BUL)    | 5               |
| 5               | Клаус Рост (EUA)      | Пропускал |                     |                 |

## Финал

### Встреча 1
| Штрафных баллов | Участник 1       | Результат | Участник 2       | Штрафных баллов |
| --------------- | ---------------- | --------- | ---------------- | --------------- |
|                 | Еню Вылчев (BUL) | По очкам  | Клаус Рост (EUA) |                 |